# Heinrich Honsell

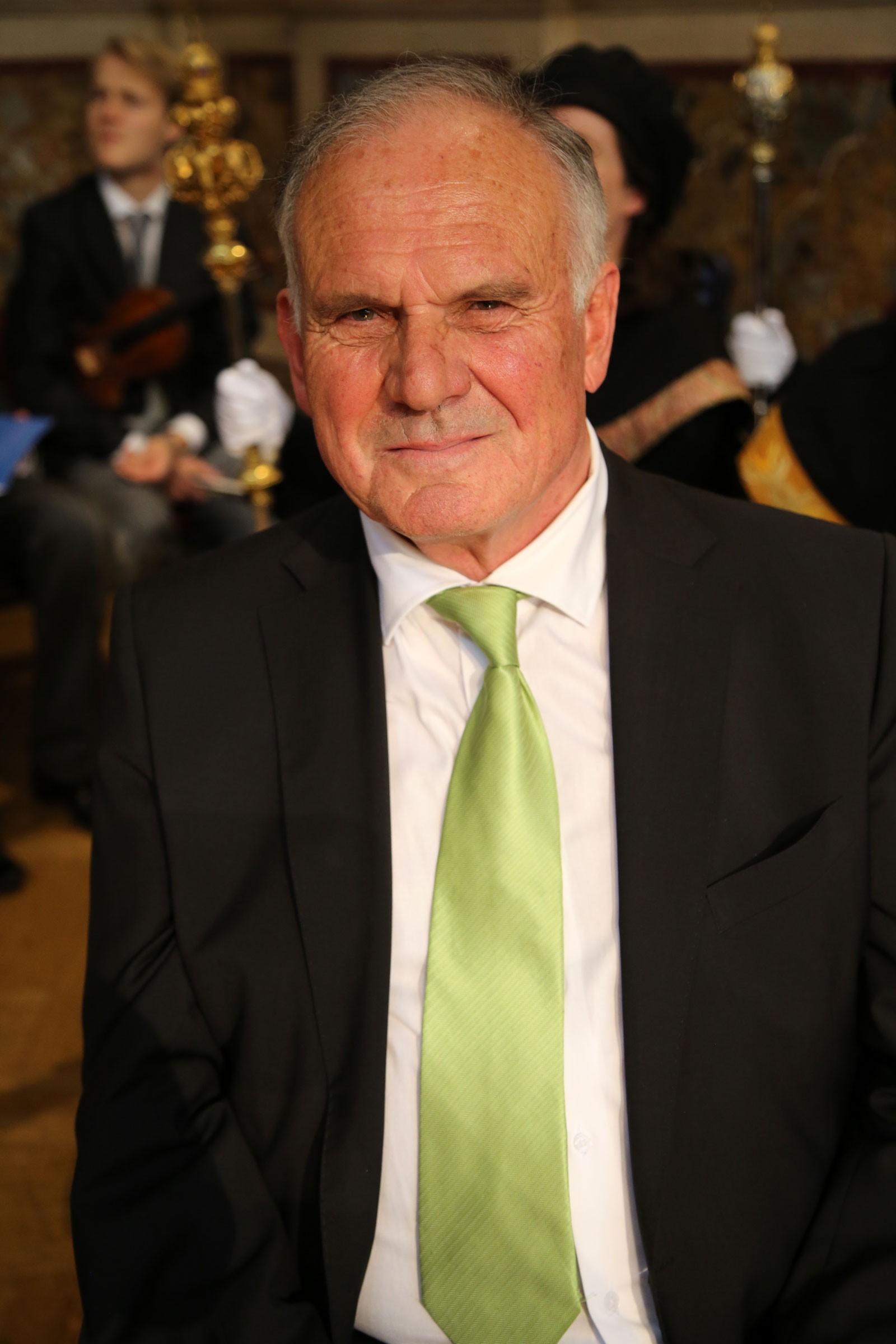
Heinrich Honsell (2015)

Heinrich Honsell (* 28. Juli 1942 in München) ist ein Jurist mit deutscher und österreichischer Staatsbürgerschaft.

## Leben
Heinrich Honsell wurde 1969 an der Universität München bei Wolfgang Kunkel promoviert. 1972 folgte die Habilitation bei Karl Larenz (1903–1993). Im gleichen Jahr nahm er seine Tätigkeit an der Universität Bielefeld auf, wo er als Professor für Bürgerliches Recht bis 1977 blieb. Danach lehrte er bis 1989 an der Universität Salzburg Privatrecht und Römisches Recht und wechselte im Anschluss an die Universität Zürich, wo er am 31. August 2007 als Professor für Schweizerisches und Europäisches Privatrecht emeritiert wurde. 
Honsell gehörte von 1993 bis 2003 zum Vorstand der Deutschen Zivilrechtslehrervereinigung; ab 1999 bekleidete er den Posten des geschäftsführenden Vorstandes. Ferner ist Honsell korrespondierendes Mitglied der österreichischen Akademie der Wissenschaften in Wien.
Neben zahlreichen anderen Publikationen ist Honsell Herausgeber und Mitautor der Basler Kommentare zum Schweizerischen Privatrecht, von Staudingers Kommentar zum Bürgerlichen Gesetzbuch Deutschlands und eines Kommentars zum UN-Kaufrecht.

## Privates
Honsell ist der Vater des Filmemachers Johannes Honsell (1978–2023).

## Auszeichnungen
- 2015: Ehrendoktorwürde der Universität Wien[2]